# مکتب اتم‌گرایی
مکتب اتم‌گرایی یا ذره‌گرایی یکی از مکاتب فلسفی پیشاسقراطی بود که با ناکام دانستن موضع چندگانه‌گرایان در حلّ اختلافات متافیزیک هراکلیتوس و پارمنیدس؛ درصدد ارائهٔ راه‌حلی جدید با طرح مفهوم اتم برآمد.
مکتب اتم‌گرایی با لئوکیپوس که خود متأثر از  دموکریت  بود آغاز شد، ارسطو به آن حمله برد و اپیکور آن را از نو طرح نمود.
این نظریه مضمون یکی از بلندترین منظومه‌ها به نام دربارهٔ طبیعت اشیاء قرار گرفت که سرودهٔ لوکرتیوس است. نظریهٔ اتمی یونانیان باستان سپس به فراموشی سپرده شد، تا آنکه در سدهٔ هفدهم الهام بخش علم گشت و در هیبتی جدید مطرح شد، و بعدها مدارکی در تأیید وجود اتم‌ها به دست آمد.
اتمیست‌های یونان باستان بر این باور بودند که همهٔ اشیاء از اتم‌ها تشکیل یافته‌اند. طبق نظر آن‌ها، اتم‌ها ذرات بسیار کوچکی هستند که از لحاظ فیزیکی (ولی نه از لحاظ هندسی) غیرقابل تقسیمند. میان اتم‌ها فضای تهی است؛ اتم‌ها فناناپذیرند؛ همیشه در حرکت بوده‌اند و همیشه در حرکت خواهند بود و تعداد اتم‌ها و حتی تعداد انواع آن‌ها بی‌نهایت است. تفاوت هر نوع اتم با نوع دیگر؛ در شکل، اندازه و درجه حرارت است.

## مطالعهٔ بیش‌تر
- دبلیو. کی.سی. گاتری (۱۳۸۷)، اتمیان قرن پنجم: لئوکیپوس-دموکریتوس، ترجمهٔ مهدی قوام صفری، تهران